# 셴틸

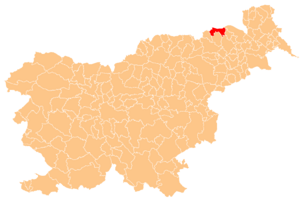
셴틸의 위치

셴틸(슬로베니아어: Šentilj, 독일어: St. Egidi in Windischbüheln / St. Ilgen 장크트에기디인빈디슈뷔헬른 / 장크트일겐[*])은 슬로베니아의 도시로 면적은 65.0km2, 인구는 8,074명(2002년 기준), 인구 밀도는 124.2명/km2이다.